# 메이드 - 하녀의 저주
《메이드 - 하녀의 저주》(The Maid)는 싱가포르에서 제작된 켈빈 통 감독의 2005년 공포 영화이다. 알레산드라 드 로지 등이 주연으로 출연하였고 푸이 인 찬 등이 제작에 참여하였다.

## 출연

### 주연
- 알레산드라 드 로지
- 후이팡 홍
- 베니 소
- 젠웨이 구안
- 슈쳉 첸